# Ca l'Obach
Ca l'Obach és una casa del poble de Fonolleres, al municipi de Granyanella a la comarca de la Segarra inclosa a l'Inventari del Patrimoni Arquitectònic de Catalunya.

## Descripció
Casa situada en el xamfrà d'un dels carrers del nucli antic del nucli, que presenta una estructura de planta baixa, primer pis i golfes, amb coberta a dues aigües.
El mes destacable de la façana es la llinda de la porta d'accés, a la qual es troba la data de la construcció, 1752, així com una llegenda que podria indicar el propietari.